# Бенбекула (аеропорт)
Аеропорт Бенбекула (англ. Benbecula Airport, шотл. гел. Port-adhair Bheinn na Faoghla) (IATA: BEB, ICAO: EGPL) — аеропорт на острові Бенбекула в архіпелазі Зовнішні Гебриди біля західного узбережжя Шотландії. Це невеликий провінційний аеропорт, що належить та обслуговується компанією Highlands and Islands Airports.

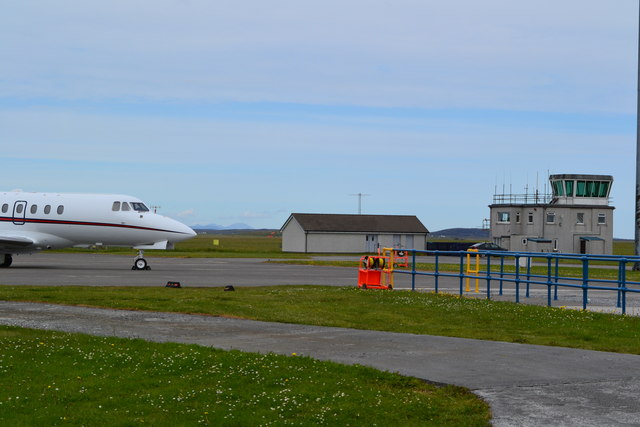
Спостережна вежа аеропорту

Аеропорт забезпечує регулярні рейси до шотландських міст Глазго, Інвернесс та Сторновей. Він є важливим засобом транспортного сполучення для островів Бенбекула, Норт-Віст та Саут-Віст, які взаємопов'язані дамбою, а мандрівка морем до Глазго триває понад 2 години. Аеропорт також використовуються для надзвичайних служб (повітряної швидкої допомоги, пожежної служби) та авіації, що обслуговує ракетний полігон, який знаходиться неподалік.